# Primi ministri di Timor Est
Il primo ministro di Timor Est è il capo del governo della Repubblica Democratica di Timor Est. Il presidente ricopre il ruolo di capo di stato. Il primo ministro è scelto dal partito politico o dall'alleanza di partiti che ottengono la maggioranza alle elezioni legislative, ed è nominato formalmente dal presidente; ha il compito di indicare le azioni di governo e presiede il Consiglio dei ministri.

## Elenco dei primi ministri della Repubblica Democratica di Timor Est
| №   | Foto                                                | Nome                                                  | Mandato risultati delle elezioni | Mandato risultati delle elezioni | Giorni d'incarico | Partito del PM |
| --- | --------------------------------------------------- | ----------------------------------------------------- | -------------------------------- | -------------------------------- | ----------------- | -------------- |
| 1   |                                                     | Mari Bim Amude Alkatiri (1949-)                       | 20 maggio 2002                   | 26 giugno 2006                   | 1498              | FRETILIN       |
| 1   | 2001 57.37%                                         | Mari Bim Amude Alkatiri (1949-)                       |                                  |                                  | 1498              | FRETILIN       |
| 1   | Indipendenza di Timor Est                           | Mari Bim Amude Alkatiri (1949-)                       |                                  |                                  | 1498              | FRETILIN       |
| 2   |                                                     | José Manuel Ramos-Horta (1949-)                       | 26 giugno 2006                   | 19 maggio 2007                   | 358               | Indipendente   |
| 2   | —                                                   | José Manuel Ramos-Horta (1949-)                       |                                  |                                  | 358               | Indipendente   |
| 2   | Crisi di Timor Est del 2006                         | José Manuel Ramos-Horta (1949-)                       |                                  |                                  | 358               | Indipendente   |
| 3   |                                                     | Estanislau da Conceição Aleixo Maria da Silva (1952-) | 19 maggio 2007                   | 8 agosto 2007                    | 81                | FRETILIN       |
| 3   | —                                                   | Estanislau da Conceição Aleixo Maria da Silva (1952-) |                                  |                                  | 81                | FRETILIN       |
| 3   |                                                     |                                                       |                                  |                                  | 81                | FRETILIN       |
| 4   |                                                     | Kay Rala Xanana Gusmão (1946-)                        | 8 agosto 2007                    | 16 febbraio 2015                 | 2749              | CNRT           |
| 4   | 2007 24.10% (parlamento senza maggioranza assoluta) | Kay Rala Xanana Gusmão (1946-)                        |                                  |                                  | 2749              | CNRT           |
| 4   | elezioni parlamentari del 2007                      | Kay Rala Xanana Gusmão (1946-)                        |                                  |                                  | 2749              | CNRT           |
| 5   |                                                     | Rui Maria de Araújo (1964-)                           | 16 febbraio 2015                 | 15 settembre 2017                | 942               | FRETILIN       |
| 5   | —                                                   | Rui Maria de Araújo (1964-)                           |                                  |                                  | 942               | FRETILIN       |
| 5   | Elezioni parlamentari del 2012                      | Rui Maria de Araújo (1964-)                           |                                  |                                  | 942               | FRETILIN       |
| (1) |                                                     | Mari Bim Amude Alkatiri (1949-)                       | 15 settembre 2017                | 22 giugno 2018                   | 280               | FRETILIN       |
| (1) | —                                                   | Mari Bim Amude Alkatiri (1949-)                       |                                  |                                  | 280               | FRETILIN       |
| (1) | Elezioni parlamentari del 2017                      | Mari Bim Amude Alkatiri (1949-)                       |                                  |                                  | 280               | FRETILIN       |
| 6   |                                                     | Taur Matan Ruak (1956-)                               | 22 giugno 2018                   | 1 luglio 2023                    | 1835              | PLP            |
| 6   | —                                                   | Taur Matan Ruak (1956-)                               |                                  |                                  | 1835              | PLP            |
| 6   | Elezioni parlamentari del 2018                      | Taur Matan Ruak (1956-)                               |                                  |                                  | 1835              | PLP            |
| (4) |                                                     | Kay Rala Xanana Gusmão (1946-)                        | 1 luglio 2023                    | in carica                        | 621               | CNRT           |
| (4) | —                                                   | Kay Rala Xanana Gusmão (1946-)                        |                                  |                                  | 621               | CNRT           |
| (4) | Elezioni parlamentari del 2023                      | Kay Rala Xanana Gusmão (1946-)                        |                                  |                                  | 621               | CNRT           |